# Limor Blockman
Limor Blockman (Haifa, 10 de febrero de 1977), también conocida como Dr. Limor, es una sexóloga, terapeuta sexual, conferenciante, escritora, modelo de glamour y personalidad televisiva israelí-estadounidense.

## Educación
Poco después de graduarse en el instituto, Blockman se alistó y sirvió en las Fuerzas de Defensa de Israel, como parte de su servicio regular obligatorio. Tras dejar el ejército, Blockman asistió al Colegio Académico Max Stern de Emek Yezreel, en el Valle de Jezreel, donde se licenció en Psicología y Ciencias del Comportamiento. Para obtener su maestría en Salud Pública, Blockman asistió a la Universidad Hebrea de Jerusalén, donde estudió Medicina Comunitaria y Salud Pública. En 2006, Blockman obtuvo un doctorado en Sexualidad Humana por el Instituto de Estudios Avanzados de la Sexualidad Humana.

## Carrera
En 2002, Blockman estableció "Dr. L's Love Boutique" en Haifa, donde comenzó su carrera como consejera sexual y matrimonial. En 2003, Blockman comenzó a presentar Tayar Bareshet, un programa de televisión nocturno en el Canal 2 israelí. Blockman es autora de tres libros superventas (publicados en hebreo): 300 Tips for Better Sex, que le valió un premio de platino por vender 40 000 ejemplares en 2007; Gay Pride, the complete guide for the gay, bisexual, and transgender community; y Confessions, the true story of Blockman's search for love and honest relationship.
Blockman ha aparecido en muchas portadas de revistas de todo el mundo y ha sido conocida como "La sexóloga sexy", cubierta por su aspecto en ocasiones más que por su profesionalidad. Blockman ha llegado a personas de todo el mundo a través de su presencia en papel, televisión, radio, vídeo, Internet, aplicaciones móviles, y convenciones profesionales como consultora.